# Pogoriełow (rejon biełokalitwiński)
Pogoriełow (ros. Погорелов) – chutor w Rosji, w obwodzie rostowskim, w rejonie biełokalitwińskim. W 2021 liczył 452 mieszkańców.